# 蝸居 (單曲)
《蝸居》是由香港歌手許廷鏗演唱，星煥國際製作，2012年12月14日發行的第十一張單曲，只作為派台用途，並未公開販售。

## 曲目
1. 蝸居
  - 作曲：蕭恆嘉[2]，作詞：劉卓輝，編曲：嚴勵行
  - 原曲為胡夏《燃點》專輯中的《燃點》。

## 唱片版本
- CD版

## 音樂錄影帶
| 歌名 | 執導              | 首播日期      | 附註 |
| ---- | ----------------- | ------------- | ---- |
| 蝸居 | Jacky @ Concept X | 2013年1月16日 |      |

## 派台成績
|          | 香港 |     |     |   |
| 903      | RTHK | 997 | TVB |   |
| 最高位置 | 2    | 1   | 1   | 1 |

(*)表示仍在榜上
粗體表示冠軍歌

## 備註
1. ↑  見《長大》專輯歌詞本。
2. 1 2  在專輯歌詞本中，這首歌的製作欄目上誤將國語版《燃點》作詞人林唯和作曲人蕭恆嘉的位置互相調轉，現根據《燃點》專輯上的資料更正。
3. ↑  my903.com - 叱咤樂迷 - 許廷鏗 - 蝸居[永久]，2012年12月14日 (五) 11:05 (UTC+8)查閱（繁體中文）